# Gran Premio de Valonia 2024
La 64.ª edición de la clásica ciclista Gran Premio de Valonia fue una carrera en Bélgica que se celebró el 18 de septiembre de 2024 sobre un recorrido de 202 kilómetros con inicio en la ciudad de Blegny y final en la cuidadela de la ciudad de Namur.
La carrera formó parte del UCI ProSeries 2024, dentro de la categoría 1.Pro, y fue ganada por el español Roger Adrià del Red Bull-BORA-hansgrohe. Completaron el podio, como segundo y tercer clasificado respectivamente, el español Alex Aranburu del Movistar y el francés Clément Champoussin del Arkéa-B&B Hotels.

## Equipos participantes
Tomaron parte en la carrera 21 equipos: 9 de categoría UCI WorldTeam, 10 de categoría UCI ProTeam y 2 de categoría Continental. Formaron así un pelotón de 144 ciclistas de los que acabaron 135. Los equipos participantes fueron:
| WorldTeams (9)- Alpecin-Deceuninck - Arkéa-B&B Hotels - Astana Qazaqstan Team - Cofidis - Decathlon-AG2R La Mondiale - Red Bull-Bora-Hansgrohe - Intermarché-Wanty - Movistar Team - UAE Team Emirates ProTeams (10)- Bingoal WB - Caja Rural-Seguros RGA - Team Flanders-Baloise - Euskaltel-Euskadi - Israel-Premier Tech - Lotto Dstny - Q36.5 Pro Cycling Team - TotalEnergies - Tudor Pro Cycling Team - Uno-X Mobility Equipos continentales (2)- Van Rysel-Roubaix - Philippe Wagner-Bazin |
| |

## Clasificación final
- La clasificación finalizó de la siguiente forma:[3]

| \| Clasificación general \| Clasificación general \| Clasificación general \| Clasificación general \| Clasificación general \| \| Ciclista \| Ciclista \| Equipo \| Tiempo \| \| \| --------------------- \| --------------------- \| ----------------------- \| --------------------- \| --------------------- \| \| 1.º \| Roger Adrià \| Red Bull-Bora-Hansgrohe \| 4 h 41 min 16 s \| \| \| 2.º \| Alex Aranburu \| Movistar Team \| + 0 s \| \| \| 3.º \| Clément Champoussin \| Arkéa-B&B Hotels \| + 0 s \| \| \| 4.º \| Biniam Girmay \| Intermarché-Wanty \| + 0 s \| \| \| 5.º \| Rick Pluimers \| Tudor Pro Cycling Team \| + 0 s \| \| \| 6.º \| Tim Wellens \| UAE Team Emirates \| + 0 s \| \| \| 7.º \| Quinten Hermans \| Alpecin-Deceuninck \| + 0 s \| \| \| 8.º \| Joseph Blackmore \| Israel-Premier Tech \| + 0 s \| \| \| 9.º \| Axel Zingle \| Cofidis \| + 0 s \| \| \| 10.º \| Rui Oliveira \| UAE Team Emirates \| + 0 s \| \| |                     |                         |                 |
| |                     |                         |                 |
| Fuente: ProCyclingStats |                     |                         |                 |
| Clasificación general |                     |                         |                 |
| Ciclista | Ciclista            | Equipo                  | Tiempo          |
| 1.º | Roger Adrià         | Red Bull-Bora-Hansgrohe | 4 h 41 min 16 s |
| 2.º | Alex Aranburu       | Movistar Team           | + 0 s           |
| 3.º | Clément Champoussin | Arkéa-B&B Hotels        | + 0 s           |
| 4.º | Biniam Girmay       | Intermarché-Wanty       | + 0 s           |
| 5.º | Rick Pluimers       | Tudor Pro Cycling Team  | + 0 s           |
| 6.º | Tim Wellens         | UAE Team Emirates       | + 0 s           |
| 7.º | Quinten Hermans     | Alpecin-Deceuninck      | + 0 s           |
| 8.º | Joseph Blackmore    | Israel-Premier Tech     | + 0 s           |
| 9.º | Axel Zingle         | Cofidis                 | + 0 s           |
| 10.º | Rui Oliveira        | UAE Team Emirates       | + 0 s           |

## Ciclistas participantes y posiciones finales
Convenciones:
- AB-N: Abandono en la etapa "N"
- FLT-N: Retiro por llegada fuera del límite de tiempo en la etapa "N"
- NTS-N: No tomó la salida para la etapa "N"
- DES-N: Descalificado o expulsado en la etapa "N"

## UCI World Ranking
El Gran Premio de Valonia otorgó puntos para el UCI World Ranking para corredores de los equipos en las categorías UCI WorldTeam, UCI ProTeam y Continental. Las siguientes tablas son el baremo de puntuación y los diez corredores que obtuvieron más puntos:
| Posición              | 1.º | 2.º | 3.º | 4.º | 5.º | 6.º | 7.º | 8.º | 9.º | 10.º | 11.º | 12.º | 13.º | 14.º | 15.º | 16.º-30.º | 31.º-40.º |
| Clasificación general | 200 | 150 | 125 | 100 | 85  | 70  | 60  | 50  | 40  | 35   | 30   | 25   | 20   | 15   | 10   | 5         | 3         |

| Clasificación |                     |                         |         |
| Posición      | Ciclista            | Equipo                  | General |
| ------------- | ------------------- | ----------------------- | ------- |
| 1.º           | Roger Adrià         | Red Bull-BORA-hansgrohe | 200     |
| 2.º           | Alex Aranburu       | Movistar                | 150     |
| 3.º           | Clément Champoussin | Arkéa-B&B Hotels        | 125     |
| 4.º           | Biniam Girmay       | Intermarché-Wanty       | 100     |
| 5.º           | Rick Pluimers       | Tudor                   | 85      |
| 6.º           | Tim Wellens         | UAE Emirates            | 70      |
| 7.º           | Quinten Hermans     | Alpecin-Deceuninck      | 60      |
| 8.º           | Joseph Blackmore    | Israel-Premier Tech     | 50      |
| 9.º           | Axel Zingle         | Cofidis                 | 40      |
| 10.º          | Rui Oliveira        | UAE Emirates            | 35      |